# Anny Dollschein

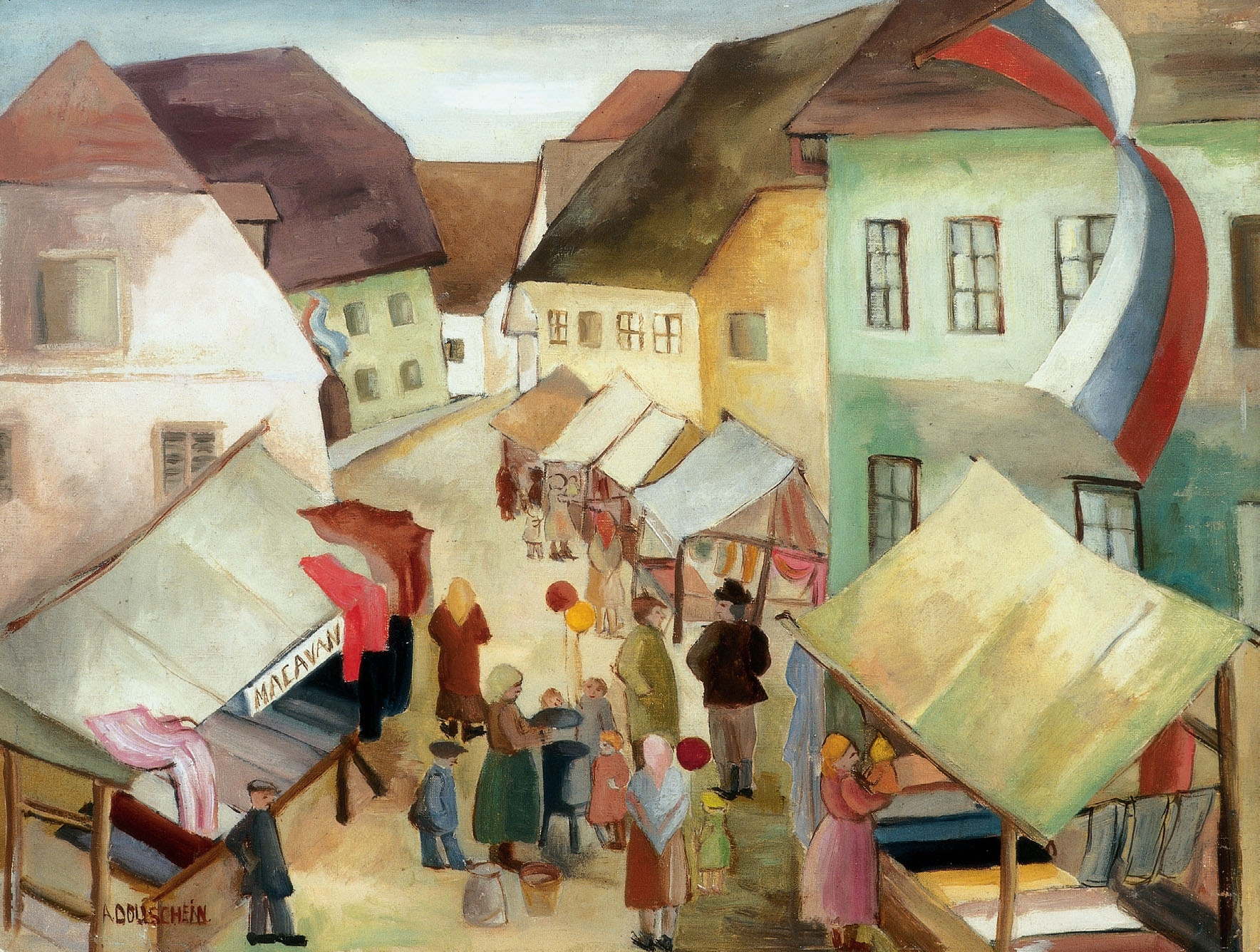
Anny Dollschein, Jahrmarkt in einer französischen Stadt, um 1935

Anny Dollschein (* 1. April 1893 in Görz; † 22. Oktober 1946 in Graz) war eine österreichische Künstlerin, Malerin, Grafikerin, Puppenspielerin und Schauspielerin. In Graz wurde sie von Friederike Koch von Langentreu und bei der Landeskunstschule bei Anton Marussig und Daniel Pauluzzi als Malerin ausgebildet.
2008 wurden ihre Werke im Grazer Joanneumsmuseum ausgestellt. 2017 wurde eine Gedenktafel in der Harrachgasse in Graz errichtet, am Haus, wo Anny Dollschein ein paar Jahre lebte. 
Ihr Werk umfasst die Stilrichtungen Impressionismus und Kubismus.

## Leben und Ausbildung
Nach dem Besuch einer privaten Malschule studierte Dollschein bei Anton Marussig an der Landeskunstschule Graz. Mit der Malerin Rita Passini reiste sie 1924 nach Capri. Diese Reise beeinflusste ihr weiteres Schaffen in Richtung der kubistischen Abstraktion. Im folgenden Jahr war sie das einzige weibliche Mitglied der Sezession Graz, aus ökonomischen Zwängen arbeitete sie danach als Erzieherin. Ab 1930 weilte sie für Studienzwecke in Paris, wo sie mit André Lhote studierte. „Bemerkenswert ist die Tatsache, dass sie in den 1930er-Jahren in Paris die Moderne studierte und in ihrer Malerei rezipierte“, (Gudrun Danzer). 1935 kehrte sie nach Graz zurück und studierte bei Alfred Wickenburg, doch durften ihre Bilder von 1939 bis 1945 in der Nationalsozialistischen Zeit in Graz nicht mehr ausgestellt werden. Anny Dollschein starb 1946 nach dem Krieg verarmt an Mangelernährung.

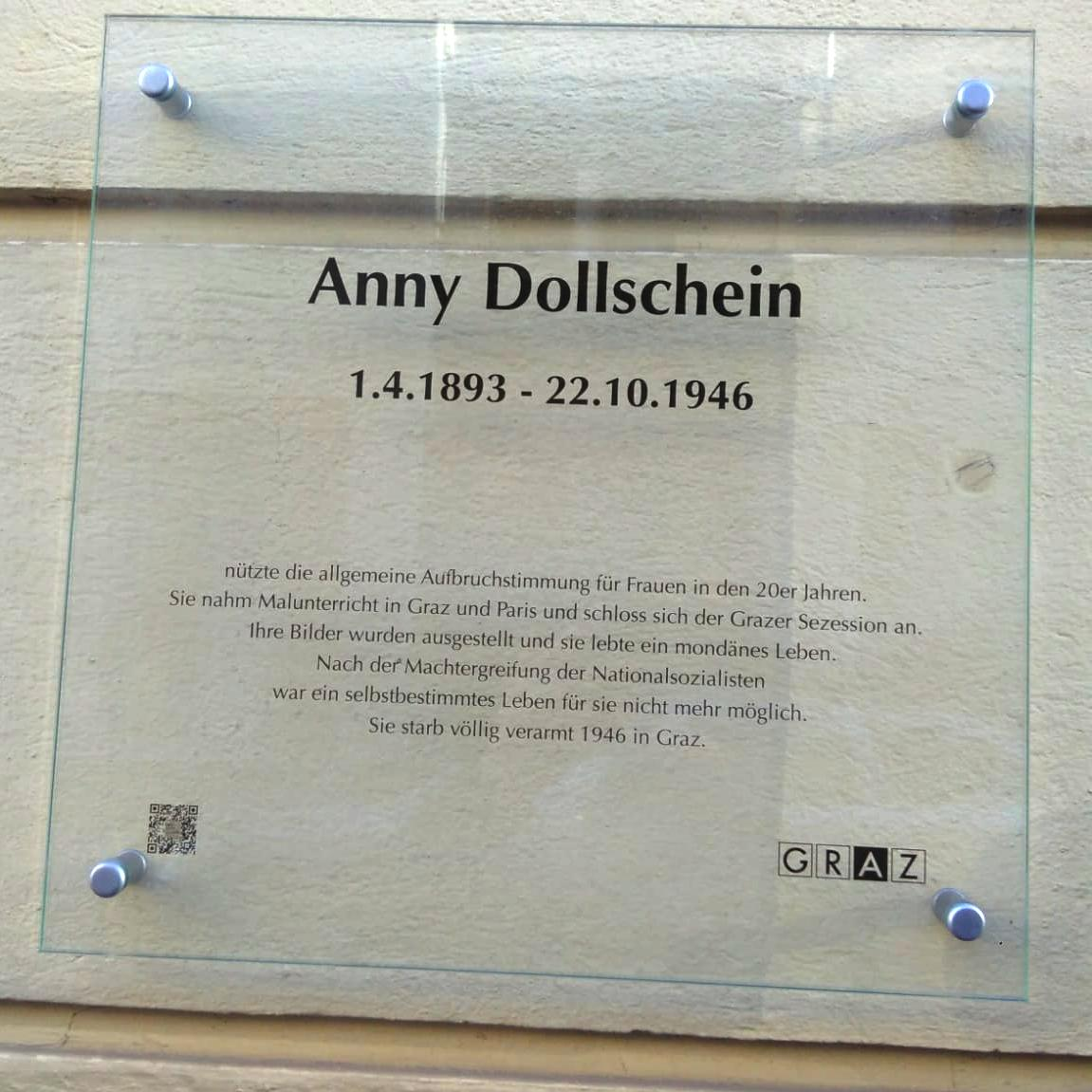
Anny Dollschein Gedenktafel in der Harrachgasse, Graz